# Brixia discolor
Brixia discolor är en insektsart som beskrevs av Williams 1975. Brixia discolor ingår i släktet Brixia och familjen kilstritar. Inga underarter finns listade i Catalogue of Life.